# 金東成 (1948年生の政治家)
金 東成（キム・ドンソン、김동성、1948年10月18日 - 2022年1月5日）は、大韓民国の政治家。民選4・5期丹陽郡郡守（2006年7月1日 - 2014年6月30日）。
2011年には、小・中・高校生などの間に南北の平和統一への意識を広める上で先導的な役割を果たしたとして、世界自由民主連盟から「自由賞」を贈られた。
長らくセヌリ党に所属していたが、郡守の任期途中だった2013年1月17日に「새누리당을 떠나며（セヌリ党を去る）」という文章を発表して離党した。

## 経歴
- 1948年10月18日生まれ
- 大崗初等学校（朝鮮語版） 卒業
- 堤川中学校（朝鮮語版） 卒業
- 堤川高等学校（朝鮮語版） 卒業

## 公職
- 丹陽郡 内務、観光、社会振興、民防衛課長
- 丹陽郡議会（朝鮮語版） 事務所長
- 丹陽邑（朝鮮語版）・梅浦邑（朝鮮語版） 副邑長
- 2006年7月 - 2014年6月：第34・35代丹陽郡守[注 1]
  - 2011年7月28日、大法院は、虚偽の事実公表の疑いなどで起訴された金東成・丹陽郡守に対して罰金80万ウォンを宣告した原審が確定し、郡守職は維持した。
  - 2014年6月：第6回全国同時地方選挙では、後進を養成するという名目で3選を目指さず、丹陽郡守職を下りた[3]。

## 政党活動
- セヌリ党 中央委員
- セヌリ党 忠北道党政策開発部委員長
- セヌリ党 丹陽郡支会長
- セヌリ党 堤川市・丹陽郡（朝鮮語版）地区党副委員長
- 大韓民国第16代大統領選挙 堤川市・丹陽郡選挙対策本部長

## 選挙歴
| 実施年度 | 選挙     | 代数 | 役職 | 選挙区     | 政党       | 得票数  | 得票率  | 順位 | 当落 | 備考   |
| -------- | -------- | ---- | ---- | ---------- | ---------- | ------- | ------- | ---- | ---- | ------ |
| 2002年   | 地方選挙 | 33代 | 郡守 | 忠北丹陽郡 | ハンナラ党 | 8,346票 | 42.09％ | 2位  | 落選 |        |
| 2006年   | 地方選挙 | 34代 | 郡守 | 忠北丹陽郡 | ハンナラ党 | 6,936票 | 36.21%  | 1位  | 当選 | 初当選 |
| 2010年   | 地方選挙 | 35代 | 郡守 | 忠北丹陽郡 | ハンナラ党 | 7,471票 | 40.19%  | 1位  | 当選 | 再選   |